# 嶺鶯
嶺 鶯（みね うぐいす、本名：嶺 輝子）は、日本の歌手、経営学者、会計学者。学位は博士（経営学）。嶺音楽事務所主宰。キングレコードに所属する演歌歌手。長野県飯山市出身。

## 経歴
駒澤大学卒業、神戸大学大学院経営学研究科博士後期課程修了。
四国の私立大学、長崎大学経済学部助教授、私立大学などを経て、東京都立大学経済学部教授に就任。
2006年度まで首都大学東京、2011年度まで宮崎産業経営大学教授を歴任。

## 著書
- 『ディスクロージャー フランスの企業規模別情報開示制度』（創成社、1979年10月）
- 『アメリカリース会計論』（多賀出版、1986年2月、ISBN 9784811521459）
- 『会計学原理』（共著）多賀出版、1987年
- 『外貨換算会計の研究 アメリカを中心として』（多賀出版、1992年2月、ISBN 9784811528410）
- 『外貨換算会計の研究 アメリカを中心として』増補改訂版（多賀出版、1998年9月、ISBN 9784811528427）
- 『簿記の基礎構造ワークブック―簿記検定3級対応』（共著）（創成社、1999年5月、ISBN 9784794411365）
- 『簿記の基礎構造』（共著）（創成社、1999年5月、ISBN 9784794411358）
- 『簿記の基礎構造 入門編』（共著）（創成社、2007年7月、ISBN 9784794412683）

## 歌手活動
自称「八王子の美空ひばり」。「八王子ルンバ」「ああ大学生」「アメリカンタンゴ」「チャールストン」（すべてc/w）、「新宿チャチャチャ」などの曲をリリースしている。
1996年、「恋の万華鏡」でデビュー。これまでアルバム4作、シングル21作品を発表している。
2000年1月7日、デビュー5周年記念シングル「桜物語/お櫛田サンバ」が発売。
2005年1月13日、デビュー10周年記念シングル「愛おしい男性/八王子ルンバ」が発売。
2007年8月8日に、未発表曲「怒り」「ふるさと飯山」が収録されたファーストアルバム『嶺鶯全曲集Ⅰ「わが人生のひとこま」』を発売。
2010年1月6日、デビュー15周年記念シングル「明かり / 夢のボレロ」が発売。
また、2010年4月28日～携帯電話用デコメ・待ち受け、5月4日から「新宿チャチャチャ」の着うたが、5月12日から着うたフルが、ドワンゴより配信開始され、現在は多数の着うた・着うたフルが、ドワンゴ、レコチョクから配信されている。
2010年5月12日に、未発表曲「いのち果てるとも」「今だけさ」や「八王子ルンバ」「アメリカンタンゴ」などが収録された2枚目のアルバム『嶺鶯全曲集 II 「続・わが人生のひとこま」』を発売。
2011年5月23日に、未発表曲「人生迷路」「想い出模様」や「愛の懸け橋」「チャールストン」などが収録された3枚目のアルバム『嶺鶯全曲集III「第一次完結・わが人生のひとこま」』を発売。
2015年1月7日、デビュー20周年記念シングル「後悔/夢の翼に乗って」が発売。
2016年3月16日に、未発表曲「ひとつ星」「人生総まとめ」が収録された４枚目のアルバム『嶺鶯全曲集Ⅳ「第二次完結・わが人生のひとこま」』を発売。

### 人物
身長148cm・体重38kgと小柄であり、菜食主義者であるという。
日本テレビ『中井正広のブラックバラエティ』などで取り上げられたことがあり、キングレコードの財津によると歌手になる為に1年間アメリカのイリノイ州（番組内ではアリゾナ州と発言）に留学していたとの事。様々な土地の歌を多く公開している。普段は大学で国際会計論を専門に教壇に立っており、歌手が本業という訳ではないが、歌謡教室を開くなど音楽活動も行っている。懐メロ愛好会も主催。
年始に新曲を発売する事が多い。ほぼ毎年、博多どんたくのステージに出演していたが、2016年を最後に出演が途絶えている。また、福岡県久留米市で行われる『草の根文化フェスタ』にも参加しており、その模様が『中井正広のブラックバラエティ』で紹介された。当日は嶺鶯PR大使の勝俣州和が前説と前座を務め、勝俣が以前所属していたアイドルグループCHA-CHAのデビュー曲『Beginning』を歌った。

## 作品リリース
- 発売元はすべてキングレコード。

### シングル
|      | 発売日         | タイトル         | カップリング                        | 規格           | 規格品番  | 備考               |
| ---- | -------------- | ---------------- | ----------------------------------- | -------------- | --------- | ------------------ |
| 1st  | 1996年4月5日   | 恋の万華鏡       | 池町川慕情                          | 8cmCD          | KIDD-1589 |                    |
| 1st  | 1996年4月5日   | 恋の万華鏡       | 池町川慕情                          | カセット       | KISD-1589 |                    |
| 2nd  | 1996年9月21日  | 青桐の歌         | 長崎みれん                          | 8cmCD          | KIDD-1630 |                    |
| 2nd  | 1996年9月21日  | 青桐の歌         | 長崎みれん                          | カセット       | KISD-1630 |                    |
| 3rd  | 1998年5月22日  | 博多川           | 北の女                              | 8cmCD          | KIDD-1766 |                    |
| 3rd  | 1998年5月22日  | 博多川           | 北の女                              | カセット       | KISD-1766 |                    |
| 4th  | 1998年10月23日 | 永遠の愛         | ああ大学生                          | 8cmCD          | KIDD-1813 |                    |
| 4th  | 1998年10月23日 | 永遠の愛         | ああ大学生                          | カセット       | KISD-1813 |                    |
| 5th  | 1999年4月23日  | うつろい         | 月・雪・花                          | 8cmCD          | KIDD-1843 |                    |
| 5th  | 1999年4月23日  | うつろい         | 月・雪・花                          | カセット       | KISD-1843 |                    |
| 6th  | 2000年1月7日   | 桜物語           | お櫛田サンバ                        | 8cmCD          | KIDD-1895 | 5周年記念シングル  |
| 6th  | 2000年1月7日   | 桜物語           | お櫛田サンバ                        | カセット       | KISD-1895 | 5周年記念シングル  |
| 7th  | 2001年1月10日  | あなたひとすじ   | 丘の上                              | 8cmCD          | KIDD-1968 |                    |
| 7th  | 2001年1月10日  | あなたひとすじ   | 丘の上                              | カセット       | KISD-1968 |                    |
| 8th  | 2002年1月10日  | 哀愁行進曲       | いきがい                            | 8cmCD          | KIDD-2022 |                    |
| 8th  | 2002年1月10日  | 哀愁行進曲       | いきがい                            | カセット       | KISD-2022 |                    |
| 9th  | 2003年1月8日   | 回想             | お姉さんの詩                        | 8cmCD          | KIDD-2087 |                    |
| 9th  | 2003年1月8日   | 回想             | お姉さんの詩                        | カセット       | KISD-2087 |                    |
| 10th | 2004年1月7日   | 愛は終着駅       | 一途の願い                          | マキシシングル | KICB-2149 |                    |
| 10th | 2004年1月7日   | 愛は終着駅       | 一途の願い                          | カセット       | KISD-2149 |                    |
| 11th | 2005年1月13日  | 愛おしい男性     | 八王子ルンバ                        | マキシシングル | KICB-2206 | 10周年記念シングル |
| 11th | 2005年1月13日  | 愛おしい男性     | 八王子ルンバ                        | カセット       | KISD-2206 | 10周年記念シングル |
| 12th | 2006年1月12日  | 愛のささやき     | アメリカンタンゴ                    | マキシシングル | KICB-2275 |                    |
| 12th | 2006年1月12日  | 愛のささやき     | アメリカンタンゴ                    | カセット       | KISD-2275 |                    |
| 13th | 2008年1月1日   | 愛の懸け橋       | 空手道 -詩吟-母                     | マキシシングル | KICB-2377 |                    |
| 13th | 2008年1月1日   | 愛の懸け橋       | 空手道 -詩吟-母                     | カセット       | KISD-2377 |                    |
| 14th | 2008年7月23日  | 新宿チャチャチャ | 愛のかけら -詩吟-古城               | マキシシングル | KICB-2400 |                    |
| 14th | 2008年7月23日  | 新宿チャチャチャ | 愛のかけら -詩吟-古城               | カセット       | KISD-2400 |                    |
| 15th | 2009年1月7日   | 愛に生きる       | チャールストン -詩吟-五木の子守唄   | マキシシングル | KICB-2414 |                    |
| 15th | 2009年1月7日   | 愛に生きる       | チャールストン -詩吟-五木の子守唄   | カセット       | KISD-2414 |                    |
| 16th | 2010年1月6日   | 明かり           | 夢のボレロ -詩吟-風林火山           | マキシシングル | KICB-2450 | 15周年記念シングル |
| 16th | 2010年1月6日   | 明かり           | 夢のボレロ -詩吟-風林火山           | カセット       | KISD-2450 | 15周年記念シングル |
| 17th | 2011年1月12日  | 愛の花           | ダンス -詩吟-湯島の白梅             | マキシシングル | KICB-2480 |                    |
| 17th | 2011年1月12日  | 愛の花           | ダンス -詩吟-湯島の白梅             | カセット       | KISD-2480 |                    |
| 18th | 2012年1月11日  | 忘却の彼方       | ウインナ・ワルツ -詩吟-静御前       | マキシシングル | KICB-2504 |                    |
| 18th | 2012年1月11日  | 忘却の彼方       | ウインナ・ワルツ -詩吟-静御前       | カセット       | KISD-2504 |                    |
| 19th | 2013年1月9日   | 生の条件         | チャイナ・ブルース -詩吟-啄木の短歌 | マキシシングル | KICB-2524 |                    |
| 19th | 2013年1月9日   | 生の条件         | チャイナ・ブルース -詩吟-啄木の短歌 | カセット       | KISD-2524 |                    |
| 20th | 2014年1月8日   | 時間の経過       | フランス一人旅 -詩吟-故郷           | マキシシングル | KICB-2557 |                    |
| 21st | 2015年1月7日   | 後悔             | 夢の翼に乗って -詩吟-自然と人生     | マキシシングル | KICB-2592 | 20周年記念シングル |

### アルバム
|     | 発売日            | タイトル                                           | 規格 | 規格品番 | 収録曲 |
| --- | ----------------- | -------------------------------------------------- | ---- | -------- | --- |
| 1st | 2007年8月8日      | 嶺鶯 全曲集I 「わが人生のひとこま」                | CD   | KICD-40  | 1. 怒り〔楽譜付〕（未発表曲） 2. ふるさと飯山〔楽譜付〕（未発表曲） 3. 恋の万華鏡 4. 池町川慕情 5. 青桐の歌 6. 長崎みれん 7. 博多川 8. 北の女 9. 永遠の愛 10. ああ大学生 11. うつろい 12. 月・雪・花 13. 桜物語 14. お櫛田サンバ 15. 怒り〔楽譜付〕（未発表曲）（オリジナルカラオケ） 16. ふるさと飯山〔楽譜付〕（未発表曲）（オリジナルカラオケ） 17. 静夜詩（詩吟） |
| 2nd | 2010年5月12日     | 嶺鶯 全曲集 II 「続・わが人生のひとこま」          | CD   | KICD-43  | 1. いのち果てるとも［楽譜付］（未発表曲） 2. 今だけさ［楽譜付］（未発表曲） 3. あなたひとすじ 4. 丘の上 5. 哀愁行進曲 6. いきがい 7. 回想 8. お姉さんの詩 9. 愛は終着駅 10. 一途の願い 11. 愛おしい男性 12. 八王子ルンバ 13. 愛のささやき 14. アメリカンタンゴ 15. 母 - 非行少年獄中自作の歌を詠み感激してこれを作る -（詩吟）                                        |
| 3rd | 2011年5月23日     | 嶺鶯 全曲集 III 「第一次完結・わが人生のひとこま」 | CD   | KICD-47  | 1. 人生迷路［楽譜付］(未発表曲） 2. 想い出模様［楽譜付］(未発表曲） 3. 愛の懸け橋 4. 空手道 5. 愛のかけら 6. 愛に生きる 7. チャールストン 8. 明かり 9. 夢のボレロ 10. 古城(詩吟） 11. 五木の子守唄(詩吟） 12. 風林火山(詩吟） 13. 荒城月夜の曲(詩吟） 14. 日本を愛す(詩吟）                                                                                           |
| 4th | 2016年3月16日発売 | 嶺鶯 全曲集 IV 「第二次完結・わが人生のひとこま」  | CD   | KICD-53  | 1. ひとつ星［楽譜付］（未発表曲） 2. 新宿チャチャチャ 3. 愛の花 4. ダンス 5. 忘却の彼方 6. ウインナ・ワルツ 7. 生の条件 8. チャイナ・ブルース 9. 時間の経過 10. フランス一人旅 11. 後悔 12. 夢の翼に乗って 13. 人生総まとめ[楽譜付]（未発表曲） 14. 湯島の白梅（詩吟） 15. 故郷（詩吟）                                                                               |

## 主な出演番組
- 中井正広のブラックバラエティ（日本テレビ）
- 土曜ワラッター!（青森RABラジオ）

2008年1月12日、2009年1月10日、2011年1月15日放送分（以下、いずれも「ワラッター7」コーナーに電話出演）
2010年1月9日放送分（「ワラッター9」コーナー）
2011年1月15日放送分（「ワラッター7」コーナー）
2011年6月11日放送分（「ワラッター　18:20～19:00」コーナー）
2012年1月7日放送分（「ワラッター　19:00～19:30」コーナー）
2013年1月5日放送分（「ワラッター　18:30～19:00」コーナー）
2014年1月4日放送分（「ワラッター　19:00～19:30」コーナー）
2015年1月10日放送分（「ワラッター　19：00～20:00」コーナー）
2016年1月9日放送分（「ワラッター　19：00～19：50」コーナー）